# El Lencero
El Museo Ex Hacienda El Lencero se ubica en el municipio de Emiliano Zapata, en el estado mexicano de Veracruz de Ignacio de la Llave, y está abierto al público luego de su adquisición por parte del gobierno estatal en 1981.

## Historia
Su origen data de 1525, cuando se entregaron esas tierras a un soldado de Hernán Cortés, Juan Lencero. El sitio se localizó dentro de lo que se denominó la «ruta de Cortés» —la expedición del español desde su llegada a San Juan de Ulúa y hasta su entrevista con Moctezuma Xocoyotzin en Tenochtitlán—; una vez consumada la conquista de México y definido el «camino real» —ruta Veracruz-México— se otorgó a Lencero y otros soldados, como Juan Sedeño y Alonso de Aguilar, tierras y sitios de venta «para establecer sus mesones a la orilla del camino real». Según Juárez Martínez (1979), la de El Lencero fue una de las primeras ventas fundadas en el camino y, junto con las demás que se crearon, hicieron de la villa de Xalapa y toda su región una «zona de paso obligado».
Esta hacienda —antiguamente conocida como El Encero—, al igual que otras como Las Ánimas o Lucas Martín, tuvo «una mayor movilidad de propietarios, y fueron objeto de especulación, por localizarse a la vera del camino real o por la cantidad de créditos hipotecarios que recaían sobre ellas, lo que disminuyó su valor y facilitó su circulación». Desde 1590, las haciendas de La Concepción, La Orduña, Pacho y El Lencero contaron con ingenios y trapiches para la industria azucarera, así como esclavos negros hasta el último cuarto del siglo XVIII. El soldado Lencero posteriormente se volvió fraile mercedario; en 1595, Jerónimo Pérez de Salazar se la compró al ventero Hipólito Hernández.
Posteriormente, durante el siglo XVII, los propietarios de la venta también se dedicaron a la siembra de caña de azúcar y a la cría de ganado. En este sentido, Sánchez Gómez (1979) señala que el sitio se dedicó «principalmente a la ganadería y a la producción cañera; actividades que fueron practicadas por cada uno de los numerosos propietarios que la hacienda tuvo entre los siglos XVIII y XIX». En el siglo XIX, en la hacienda también se plantaba café, se elaboraban textiles de algodón y se fabricaban ladrillos y tejas. En 1788, al arrendarse su trapiche, se hizo un avalúo de la hacienda que arrojó una composición de dieciséis «suertes de caña sembrada» y un área cultivada de seis hectáreas, todo estimado en un valor 5670 «pesos de oro común».
El 27 de mayo de 1842, Antonio López de Santa Anna compró El Encero —conformada por 1450 fanegas, incluyendo capilla y casco de hacienda— por 50 mil pesos —o 45 mil pesos— a Juan Francisco Caraza; dos años más tarde ya había aumentado su extensión un doscientos por ciento a través de varias compras de terrenos circundantes. Fue en este lugar donde, en octubre de 1844, el cura franciscano José Francisco Campomanes ratificó el segundo matrimonio de Santa Anna, con Dolores de Tosta y Gómez. Estando en la presidencia, era común que Santa Anna se retirara a su haciendas, El Lencero entre ellas, por su «disgusto hacia la capital», quizá por sus «antecedentes de la clase media provinciana». El 5 de abril de 1847, se presentó a la hacienda y desde allí organizó un ejército y la defensa ante la invasión estadounidense, además de que dispuso la fortificación, como puntos estratégicos, de Cerro Gordo y Puente Nacional.
Luego de que Santa Anna perdiera sus derechos en 1856 ante el embargo de sus bienes, la familia Gorozpe compró en subasta 3685 hectáreas de la hacienda. En 1870, la Tesorería General del Supremo Gobierno vendió El Encero a la «Sociedad Agrícola "El Encero"», conformada por arrendatarios, bajo la condición de que se dividiera el terreno entre los socios y se vendiera el resto en lotes pequeños. En 1900, se volvió a reducir con otra compraventa y se diversificaron sus actividades con la instalación de la «Compañía Agrícola y Manufacturera "El Encero", S. A.», con lo que se añadió la «explotación de las industrias de la alfarería y de hilados y tejidos de algodón, así como el cultivo y el procesamiento de la planta de henequén». Durante la Revolución mexicana, fue objeto de saqueo por parte de grupos revolucionarios y entre 1914 y 1918 varias de sus actividades económicas se abandonaron definitivamente.
En medio de un extendido periodo de crisis económica para la Compañía, en 1923, dio inicio la afectación agrícola del terreno. Unas seiscientas hectáreas pasaron al poblado de El Chico; para 1930, El Lencero aún se conformaba por 3737 hectáreas. En 1935, Rafael Murillo Camacho compró veintiocho hectáreas que contenían los edificios principales y, en 1939, se expropiaron 3025 hectáreas más. En 1981, el gobierno estatal de Agustín Acosta Lagunes compró las ocho hectáreas que conforman el museo por doce millones de pesos.

## Museo
En 1981, el gobierno estatal adquirió la exhacienda y cinco años después la abrió al público, luego de la restauración de La Casa de las Monjas y los jardines, bajo la administración del «Patronato para la Administración y Conservación del Museo Ex-Hacienda El Lencero». Establecida como un museo de antigüedades, se reconstruyó para crear un ambiente de época, para lo que se recolectó una variedad de muebles y enseres antiguos, fundamentalmente de los tiempos de Santa Anna. No obstante, también se añadieron elementos que no existían originalmente, como un lago artificial; se completó una segunda planta, se construyó una «tienda de raya» y «soportales con grandes columnatas antes inexistentes», lo que Calonge Reíllo (2011) califica de «inautenticidad» e «históricamente aberrante[s]». Está conformado por ocho hectáreas, dentro de las que se ubica una construcción tipo colonial de dos plantas, en la que se encuentran utensilios —como «ollas de barro, vajillas de talavera y cucharas de madera»—, una máquina de coser de época,  dos carruajes de madera y una sala de música, una capilla, un lago y jardines con plantas como la Heliconia.